# Лилии (фильм)
Лилии (англ. Lilies) — канадский фильм 1996 года, экранизация одноименной пьесы Мишеля Марка Бушара, история любви двух мужчин начала двадцатого века. В 1996 году картина была удостоена престижной премии «Джини» в четырёх номинациях: «Лучший фильм», «Лучший звук», «Лучший дизайн костюмов», «Лучшая работа художника-постановщика».

## Сюжет
В 1952 году в Квебеке епископа Билодо обманом заманили в тюрьму, где он должен был исповедовать умирающего заключённого по имени Симон. Его запирают и вынуждают смотреть театральную постановку о событиях сорокалетней давности в исполнении заключённых. Все роли в этом спектакле (в том числе женские) играют мужчины. На самодельной сцене с наспех сколоченными декорациями они рассказывают историю о тех днях, когда Симон и Билодо были юношами. Тогда, в далёкой молодости, в Симона был влюблён молодой человек по имени Валье. Билодо тоже любил Симона, но был отвергнут им. Билодо в порыве ревности поджёг здание католической школы, но вынес из огня бездыханного Симона. Валье сгорел заживо.
Симон, обвинённый Билодо в поджоге и убийстве Валье, отправляется в тюрьму.
В конце фильма епископ признаётся, что мог спасти Валье, но не сделал этого. Он просит Симона убить его. Но тот молча уходит.

## В ролях
| Актёр             | Роль           |
| ----------------- | -------------- |
| Обер Паллачио     | пожилой Симон  |
| Джейсон Кадьо     | юный Симон     |
| Мэттью Фергюсон   | молодой Билодо |
| Дэнни Гилмор      | Валлье         |
| Мишель Марк Бушар | фотограф       |